# الكحول والصحة
تتضمن التأثيرات قصيرة الأمد لاستهلاك الكحول؛ السّكر(الثمل) والتجفاف. تتضمّن تأثيرات الكحول طويلة الأمد تغيّرات في الأيض الكبدي والدماغي وإدمان الكحول.
يؤثِّر الثمل على الدماغ، مُسبِّباً ابتلاع الكلام، وعدم الإتقان، وتأخُّر المنعكسات. يُحفِّز الكحول إنتاج الإنسولين، الّذي يُسرِّع استقلاب الغلوكوز ويمكن أن يُسبِّب انخفاض سكر الدم، مُسبِّباً التّهيُّج ورُبّما الموت (عند مرضى السكري). مُحتمل أن يكون التسمم الكحولي المزمن مميتاً.
الجرعة الوسطى المميتة للكحول في حيوانات التجربة هي التي تعطي تركيز الكحول في الدم 0.45%. وهي ستة أضعاف مستوى الثمل الاعتيادي (0.08%), لكن رُبّما يحدُث الإقياء وفقدان الوعي مُبكِّراً عند ذوي التحمُّل المنخفض للكحول. رُبّما يسمح التحمُّل العالي لدى السكيرين المزمنين بالحفاظ على وعيهم في مستوياتٍ أعلى من 0.40%, على الرّغم من المخاطر الصحيّة الشديدة الّتي يتعرّضون لها عند هذا المستوى.
أيضاً يَحدّ الكحول من إنتاج الفازوبرسين (الهرمون المضاد للإبالة ADH) من الوطاء وإفرازه من الغدة النخامية الخلفيّة. لهذا السبب يحدث تجفاف حاد عند استهلاك الكحول بكميّات كبيرة. ويُسبِّب تركيز عالي للماء في البول والقيء وعطش شديد يرافق آثار الكحول الكريهة.
ربّما يزيد كلّ من التوتّر النّفسي، وآثار الكحول الكريهة وحبوب منع الحمل الفموية المُركّبة الرّغبة  في تعاطي الكحول لأنّها تُقلِّل مستوى التستوستيرون، بينما يرفعه الكحول بحدّة. يملك التبغ التأثير ذاته في زيادة الرّغبة في تعاطي الكحول.

## توقعات تعاطي الكحول
توقُّعات تعاطي الكحول هي معتقدات ومواقف يملكها الناس عن التأثيرات التي سيختبرونها عندما يتعاطون المشروبات الكحوليّة. على الأغلب هي معتقدات عن تأثيرات الكحول على تصرّفات الشّخص، وقدراته، وعواطفه. يعتقد بعض النّاس أنّه إذا أمكن تغيير توقّعات تعاطي الكحول، عندها رُبّما ينخفض إدمان الكحول. وفقاً لدراساتٍ مخبريّة، يميل الرّجال ليصبحوا أكثر عدوانيّة إذا شَرِبوا مياه معدنيّة فقط مع اعتقادهم بأنّها تحتوي على الكحول. أيضاً يصبحون أقلّ عدوانيّة عندما يعتقدون أنّهم يشربون مياه معدنيّة فقط، ولكنّهم فعلاً يشربون مياه معدنيّة تحتوي على الكحول.
تُقِرُّ ظاهرة توقُّعات تعاطي الكحول بأنّ للثمل نتائج فيزيولوجيّة حقيقيّة تُعدِّل إدراك المُتعاطي للوقت والمساحة، وتُقلِّل المهارات الحركيّة النفسيّة، وتُخِلّ بالتّوازن. إنّ النّوع والدّرجة الّتي تتفاعل بِهِمَا توقّعات تعاطي الكحول مع تأثيرات الكحول النفسيّة قصيرة الأمد، مُعطيةً تصرُّفات نوعيَّة غير واضحين.
وجدت دراسة يتيمة أنّه إذا اعتقد مجتمعٌ ما أنّ السَّكر (الثّمل) يؤدّي إلى سلوكٍ جنسي، أو تصرّف فظّ أو عدوان، حينها يميل النّاس إلى التصرّف بتلك الطريقة عند الثّمل. لكن إذا اعتقد المجتمع بأنّ الثّمل يؤدّي إلى الارتخاء وسلوكٍ هادئٍ، حينها يؤدّي عادةً إلى هذه النّتائج. تتنوّع توقّعات تعاطي الكحول ضمن المجتمع، وبالتّالي هذه النّتائج ليست مؤكّدة.
يميل النّاس إلى التكيُّف مع التوقُّعات الاجتماعيّة، وتتوقّع بعض المُجتمعات أنّ تعاطي الكحول سيُسبِّب إزالة التثبيط. على أيّ حال، في المُجتمعات الّتي لا يتوقّع النّاس فيها أنّ الكحول سيُزيل التثبيط، نادراً ما يؤدّي الثّمل إلى إزالة التثبيط أو إلى سلوك سيّء.
يمكن أن تَحدُث توقُّعات تعاطي الكحول في غياب الاستهلاك الحقيقي للكحول. أظهرت دراسة أُجريت في الولايات المتحدة خلال عقودٍ مَيْلَ الرِّجال ليصبحوا أكثر إثارةً جنسيّة عند التّفكير بشرب الكحول، حتّى إن لم يشربوه. سجّلت النّساء شعوراً أكثر بالإثارة الجنسيّة عندما يَعتقِدنَ زوراً أنّهُنّ يَشرَبْنَ مشروباتٍ تحتوي على الكحول (بالرّغم من إظهار قياس واحد لإثارتِهنَّ الفيزيولوجيَّة أنّهُنَّ يُصبِحنَ أقلّ إثارةً).

### برامج المعالجة الدوائية
تَحُثُّ مُعظم برامج معالجة الإدمان من يعاني من مشكلات الشُّرب على رؤية أنفسهم كمصابين بمرض ناكس مزمن يتطلّب حياةَ مُواظبةٍ على 12 خطوة من اللِّقاءات للفحص الدّائم. على أيّ حال، لا يتطوّر لدى بعض النّاس مشكلات لمدى الحياة.

### الكحول والدين

#### الاستهلاك
أحياناً يتم استثمار الكحول بمعنى ديني[ ؟ ] , كما في الديانة الإغريقية الرومانية القديمة الّتي تتضمن شعائر ديونيسوس الوجدانية (أيضاً تدعى باكوس). افترض بعض العلماء أن الديانات الوثنية تُعزّز بشكل فعّال تعاطي الكحول والثمل كوسائل تعزيز للخصوبة[ ؟ ]. أُعتُقِدَ أنّ الكحول يزيد الرّغبة الجنسيّة ويجعل التقرّب إلى شخص آخر من أجل الجنس أسهل. مثلاً، اعتبرت الوثنيّة الإسكندنافيّة القديمة الكحول أنّه نُسغُ شجرة الحياة. كان السُّكْرُ طقساً دينيّاً هامّاً للخصوبة في هذه الديانة.
يشرب العديد من المسيحيين الخمر في القربان المقدس أو العشاء الرباني ويُرخَّص لهم استهلاك الكحول باعتدال. بينما يشرب آخرون عصير العنب غير المُخمَّر في العشاء الرّباني؛ فهم إمّا يمتنعون عنه تطوعيّاً أو يحرّمونه بشكل تام.
يشرب اليهود الخمر في يوم السبت الشبات وبعض الأعياد وعلى نحوٍ واسعٍ في مراسم عيد الفصح والمراسم الدينيّة الأخرى. يُسمَح باستهلاك الكحول عند العامة. تحثُّ بعض النصوص اليهوديّة، مثل التلمود، على الشرب المعتدل في الأعياد (مثل عيد بوريم), لجعل الاحتفال أكثر ابتهاجاً.

#### التحريم
تُحرِّم أو تمنع أو تحدّ بعض الأديان من تعاطي المشروبات الكحوليّة لأسباب مختلفة. من هذه الأديان: الإسلام، والجاينية، والبهائية، وكنيسة يسوع المسيح لقديسي الأيام الأخيرة، والسبتيون، وكنيسة المسيح العالم، وكنيسة العنصرة المتحدة العالمية، والتيرافادا، ومعظم مدارس ماهايانا البوذية، وبعض المسيحيين البروتستانتيين، وبعض طوائف الطاوية (الوصايا الخمس والوصايا العشر), والهندوسية.
يصف كتاب شريعة بالي، الكتاب المقدس عند بوذية تيرافادا، التوقّف عن تعاطي الكحول بأنّه تصرّف أخلاقي أساسي لأنّ الكحول يسبِّب فقدان في الوعي التام. تقول الوصيّة الخامسة من الوصايا الخمس، "Surā-meraya-majja-pamādaṭṭhānā veramaṇī sikkhāpadaṃ samādiyāmi". بالعربي: «أتعهد بالامتناع عن الخمر الذي يسبب التهور». تقنيّاً، لا يشمل هذا التحريم المواد الأخرى المُعدِّلة للمزاج. لا يشير كتاب شريعة بالي إلى أنّ الكحول إثم، لكنّه يعتقد أنّ اللامبالاة النّاتجة عن الكحول تؤدي لأعمالٍ سيّئة. بناءً عليه، تمّ اعتبار أيّ مادة (ماعدا الشاي أو القهوة المعتدلة) تُؤثِّر على يقظة الشخص مشمولة بهذا التحريم.

## الوقاية من الإدمان

### برامج الوقاية من إدمان الكحول

#### 0-1-2-3
أخذ الجيش في فورت درم "0-0-1-3" وبدله بالجديد "0-1-2-3" الموصوف في البرنامج الأولي للحياة، الّذي ألقى الضّوء على التأثيرات الضارّة لإدمان الكحول أكثر من القيادة أثناء الثمل فقط. يُحدِّد البرنامج الأولي للحياة إدمان الكحول على أنّه مشكلة واعتلال صحي، يؤدّي إلى نتائج صحيّة ضارّة مرتبطة بإساءة الاستعمال.
يُمثِّل برنامج ال 0-1-2-3 الدلائل الإرشادية منخفضة الخطورة:
- .0- عدم الشرب لمن يقود المركبة.
- .1- شرب مرة واحدة كل ساعة.
- .2- عدم الشرب أكثر من مرتين كل يوم.
- .3- عدم تجاوز ثلاث جرعات في أي يوم.

### المدخول الأعظمي الموصى به
أصبح الإسراف في الشرب مشكلة أساسية في المملكة المتحدة. تمّ تجنُّب نصيحة الإستهلاك الإسبوعي في المملكة المتحدة.
منذ عام 1995 نصحت المملكة المتحدة بأنّ الاستهلاك المنتظم ل3 إلى 4 وحدات في اليوم للرجال أو 2 إلى 3 وحدات للنساء، لن يسبب مخاطر صحية واضحة. على أي حال، إن الشرب المستمر لأكثر من أربع وحدات في اليوم (للرجال) وثلاث وحدات (للنساء), ليس منصوحاً به.
سابقاً (من عام 1992 حتى 1995), كانت التوصية أنه على الرجال أن لا يشربوا أكثر من 21 وحدة في الإسبوع، والنساء ليس أكثر من 14. (كان الفرق بين الجنسين بسبب انخفاض الوزن النموذجي ونسبة الماء لكتلة الجسم عند النساء). تم تغيير هذه التوصية بسبب دراسة حكومية أظهرت واقع أن العديد من الناس يحتفظون بوحداتهم ويستخدمونها في نهاية الإسبوع، أشارت هذه الظاهرة إلى الإسراف في الشرب. أشارت صحيفة التايمز[ ؟ ] في تشرين الأول من عام 2007 إلى أنه تم منع عرض هذه الحدود على الملأ وإلى عدم وجود أي أساس علمي لها.

### الاعتدال في الشرب

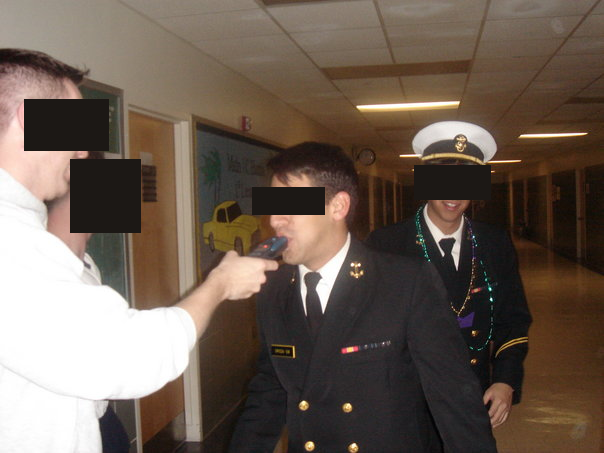
A
تم إخضاع ضابط البحرية إلى اختبار مقياس التنفس العشوائي لمعرفة إن كان معتدلاً في شربه أم لا.

. «الاعتدال في الشرب» هو حالة عدم امتلاك أي مستويات قابلة للقياس، أو تأثيرات ناتجة عن الأدوية المعدلة للمزاج. وفقاً لمنظمة الصحة العالمية «قاموس مصطلحات الكحول والدواء» الاعتدال هو الامتناع المتواص عن استخدام الدواء نفسي المفعول. أيضاً تم اعتبار الاعتدال على أنه حالة طبيعية للكائن البشري ممنوحة منذ الولادة. من الناحية العلاجية، الاعتدال هو الهدف المنجز من الامتناع عن استهلاك أو الرغبة في المواد المعدلة للمزاج. مثلاً، يعد الامتناع الدائم شرطاً مسبقاً للاعتدال. الامتناع المبكر، يمكن أن تعيق التأثيرات المتبقية للمواد المعدلة للمزاج الاعتدال. صنفت هذه التأثيرات بأنها "PAWS", أو «متلازمة الانسحاب الحاد التالية». في الواقع لا يعتبر الشخص، الذي أمسك عن التعاطي ولكنه يمتلك الرغبة الكامنة لاستئنافه، غير مدمن. ربما يتم تشجيع الممسك بلا وعي لاستئناف تعاطي الدواء، لكنه يمتنع لأسباب مختلفة (مثل، اهتمام طبي أو قانوني يمنع التعاطي).

## معدل الوفيات
قدر تقرير لمراكز الولايات المتحدة لمكافحة الأمراض أن الإستهلاك المتوسط والمفرط للكحول أدى إلى 75,754 حالة وفاة في الولايات المتحدة في عام 2001. امتلك الإستهلاك المنخفض للكحول بعض التأثيرات النافعة، لذا تم نسب 59,180 حالة وفاة للكحول.
في المملكة المتحدة، يعتبر الإفراط في الشرب مسؤولاً عن 33,000 حالة وفاة في العام.
وفقاً لدراسة في السويد تمّ ربط 29% إلى 44% من حالات الوفاة غير الطبيعية (التي لم يسببها المرض) بالكحول. تضمَّنت أسباب الوفاة القتل، والانتحار، والسقوط من المرتفعات، وحوادث السير، والاختناق، والتسمُّم الكحولي.
وجدت دراسة عالمية أن تعاطي الكحول يتسبب ب 3.6% من حالات السرطان في العالم، مؤدياً إلى 3.5% من كل وفيات السرطان العالمية. وجدت دراسة في المملكة المتحدة أن الكحول يسبب 6% من وفيات السرطان في المملكة المتحدة (9,000 حالة وفاة في العام الواحد).

### ISCD

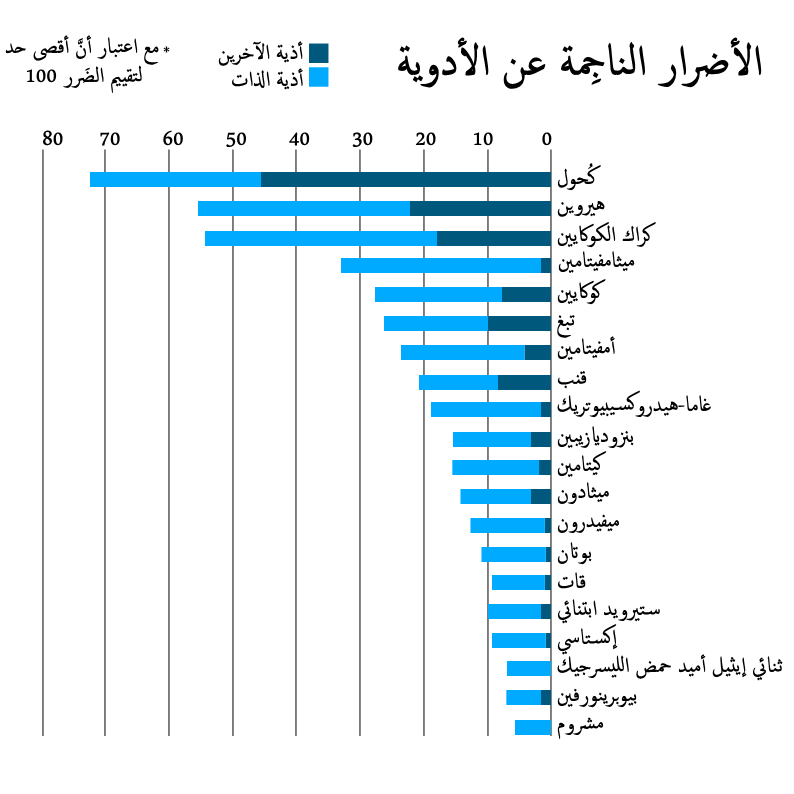
نتائج دراسة اللجنة العلميّة المستقلّة للأدوية (ISCD) في عام 2010 في تصنيف مستويات التلف المُسبَّب بالأدوية، حسب رأي خبراء الأذية المتعلقة بالدواء.
عندما تمّ جمع أذيّة الذات و أذية الآخرين, كان الكحول الأكثر أذية من بين كل الأدوية المدروسة, مُسجِّلاً 72%.

طلبت اللجنة العلمية المستقلة للأدوية، برئاسة David Nutt و Leslie King و Lawrence Phillips, في دراسة عام 2010 من خبراء الأذية المتعلقة بالدواء أن يصنِّفوا مجموعة مختارة من الأدوية الشرعية وغير الشرعية وفق مقاييس متنوِّعة للأذيّة الحاصلة لكل من المستخدم والآخرين في المجتمع. تشمل هذه المقاييس الأذية الصحية والاعتماد الدوائي والتكاليف الاقتصادية والإجرام. ادّعى الباحثون أنّ الدرجات ثابتة لأنّهم اعتمدوا على العديد من المقاييس المختلفة وتطلّب هذا اكتشافات واضحة حول هذه الأدويّة لتؤثّر في الدرجات.
بصرف النظر عن كونه شرعياً أكثر من الأدوية الأخرى، تمّ اعتبار الكحول إلى حدٍّ بعيد بأنّه الأكثر أذيّة؛ ليس فقط لأنه يعتبر الأكثر ضرراً على المجتمعات، لكنّه يُعتبر أيضاً رابع أكبر خطر على المستخدم. صُنِّفت معظم الأدوية بأنّها أقل خطراً من الكحول بشكل واضح، مع أكبر أذيّة تحدث للمستخدِم.
وضّحَ المؤلِّفون أنّ أحد قيود هذه الدراسة هي الأضرار الدّوائيّة الناتجة عن أعمال إتاحتها والحالة القانونيّة في المملكة المتّحدة، وكذلك كانت ستؤدي أنظمة الضبط في الثقافات الأخرى إلى درجات مختلفة.

## الفوارق الوراثية

### تفاعل البَيغ الكحولي
يُعرف تفاعل البَيغ الكحولي بأنّه حالة تُعاني منها السلالة الآسيوية. وفقاً لتحليل أُجريَ بواسطة مشروع HapMap, تبيّن أنّ الأليل rs671 في المورثة ALDH2 المسؤول عن تفاعل البيغ نادر الوجود بين الأوروبيين والأفريقيين، ونادر جداً بين الأمريكيين والمكسيكيين. بينما يملك 30% إلى 50% من السلالة اليابانيّة والصينية على الأقل أليل واحد ALDH2. إنّ الشكل rs671 للمورثة ALDH2, الذي فسّر معظم حالات تفاعل البيغ الكحولي في العالم، طبيعي في شرق آسيا وأكثر شيوعاً في جنوبي شرقي الصين. نشأ على الأرجح فيما بين جماعة هان الصينية في مركز الصين، ويبدو أنه تم اختيارهم بشكل إيجابي في الماضي. يربط تحليل آخر زيادة زراعة الأرز وانتشارها مع انتشار الأليل[ ؟ ]. إنّ أسباب هذا الانتقاء الإيجابي غير معلومة، لكن اُفتُرِضَ أنّ التراكيز المرتفعة من الأسيت ألدهيد acetaldehyde رُبّما تمنح حمايةً ضدّ الانتانات الطفيلية، مثل«المتحوِّلة الحالّة للنسج».

### الكحولية الهندية الأمريكية
عندما تمّ إجراء بحث جيني مفصّل صغير، تبيّن أنّ إدمان الكحول يميل إلى الانتشار في العائلات التي تكتنِف اختلافات ممكنة في استقلاب الكحول والنمط الجيني للأنزيمات المستقلِبَة للكحول.

## الفوارق الجنسية

### إدمان الكحول
بالاعتماد على البيانات المشتركة التي قامت بها SAMHSA وهي مسوحات عالمية لعامي 2004-2005 لاستخدام الدواء والصحة، اختلف معدل الاعتماد والإدمان الكحولي في العام الماضي بين الفئة البشرية من عمر 12 عام وأكثر وفقاً لمستوى استخدام الكحول: 44.7% مفرطون في الشرب في الشهر الماضي، 18.5% المسرفون في الشرب، 3.8% غير المسرفين في الشرب في الشهر الماضي، و 1.3% الذين لم يشربوا الكحول في الشهر الماضي. بالتالي التقى مع مقياس الاعتماد والإدمان الكحولي في العام الماضي. امتلك الذكور معدلات أعلى من الإناث في كل قياسات الشرب في الشهر الماضي: أي استخدام للكحول (57.5% vs. 45%), متعاطون مسرفون (30.8% vs. 15.1%), والاستخدام الثقيل للكحول (10.5% vs. 3.3%), وكان الذكور أكثر احتمالاً بمرتين من النساء للتقابل مع مقياس الاعتماد والإدمان الكحولي في العام السابق (10.5% vs. 5.1%).

### التحسس
تجعل العديد من العوامل البيولوجيّة النساء أكثر عُرضة لتأثيرات الكحول من الرجال.
- دهن الجسم. تنزع النساء إلى كسب الوزن أقل من الرجال، و - رطل لرطل- يحتوي جسم المرأة على كمية ماء أقل من الرجال ويحتوي نسجاً شحميّة أكثر من الرجال. لأن الدهن يُثبِّت الكحول بينما الماء يمدده، يبقى الكحول بتراكيز عالية لفترات أطول في جسد المرأة، مُعرِّضاً دماغها والأعضاء الأخرى لكميّة أكبر من الكحول.
- الأنزيمات. تمتلك المرأة مستويات أقل من الأنزيمين - نازعة الهيدروجين الكحول alcohol dehydrogenase ونازعة الهيدروجين الألدهيد aldehyde dehydrogenase- الذين يستقلبان الكحول في المعدة والكبد. نتيجة لذلك، تمتص النساء كمية أكبر من الكحول إلى المجرى الدموي من الرجال.
- الهرمونات. ربّما تؤثّر أيضاً التغيرات الهرمونية خلال الحيض في استقلاب الكحول.

### الاستقلاب
أظهرت النساء معدل إطراح (متوسط، 0.017؛ مجال، 0.014-0.021 غرام/210 ليتر) أعلى من الرجال (متوسط، 0.015؛ مجال، 0.013-0.017 غرام/210 ليتر). تمتلك الإناث نسبة مئوية لدهن الجسم (متوسط، 26.0؛ مجال، 16.7-36.8%) أعلى من الذكور (متوسط، 18.0؛ مجال، 10.2-25.3%).

### الاكتئاب
تمّ فحص الرّابط بين استهلاك الكحول والإكتئاب والجنس من قبل مركز الإدمان و الصحة النّفسيّة (كندا). اكتشفت الدراسة أنّ النساء اللواتي يتناولنَ مضادات الإكتئاب يستهلكنَ كمية كحولٍ أكبر من النساء اللواتي لم يختبرن الاكتئاب بالإضافة للرجال الذين يتناولون مضادات الاكتئاب. حلّل الباحثون، Dr. Kathryn Graham و PhD Student Agnes Massak الإجابات على الفحص من قبل 14,063 مواطن كندي أعمارهم تتراوح بين 18-76 عام. شملت الدراسة قياسات لكمية وتكرار الشرب، والاكتئاب واستخدام مضادات الاكتئاب، لفترة عام. استخدم الباحثون بيانات من دراسة GENACIS في كندا، جزء من التعاون العالمي للبحث في تأثير الاختلاف الثقافي على الفوارق الجنسية في استخدام الكحول والمشاكل المرتبطة به. الهدف من الدراسة كان فحص فيما إذا المرأة المكتئبة تستهلك أيضاً كمية أقل من الكحول عندما تتناول مضادات الاكتئاب، كما في الدراسات الأخرى التي أُجريت على الرابط بين اكتئاب الذكور واستهلاك الكحول.
وفقاً للدراسة، يشرب كل من الرجال والنساء الذين يعانون من الاكتئاب (لكن لا يتناولون مضاداته) الكحول أكثر من نظرائهم غير المكتئبين. يستهلك الرجال الذين يتناولون مضادات الاكتئاب كمية كحول أقل بشكل واضح من الرجال المكتئبين الذين لا يتناولون مضادات الاكتئاب. يستهلك الرجال غير المكتئبين 436 جرعة في السنة، مقارنة مع 579 جرعة يستهلكها الرجال المكتئبين الذين لا يتناولون مضادات الاكتئاب. بقي استهلاك الكحول عالياً سواء كانت النساء المكتئبات متناولاتٍ لمضادات الاكتئاب أو لا. 179 جرعة في السنة للمرأة غير المكتئبة، 235 جرعة للمرأة المكتئبة التي لا تتناول مضادات الاكتئاب، و 264 جرعة للمرأة المكتئبة التي تتناول مضادات اكتئاب. قال رئيس الباحثين بأنّ الدراسة اقترحت «يرتبط استخدام مضادات الاكتئاب باستهلاك أقل للكحول بين الرجال المصابون بالاكتئاب. لكن يبدو أنّها غير صحيحة من أجل النساء.» 